# Cormocephalus denticaudus
Cormocephalus denticaudus är en mångfotingart som beskrevs av Jangi och Dass 1984. Cormocephalus denticaudus ingår i släktet Cormocephalus och familjen Scolopendridae. Inga underarter finns listade i Catalogue of Life.